# Resville
Resville ist Ansiedlung am Fluss Flian ungefähr 13 Kilometer südlich der Stadt Lidköping in Schweden. Sie gehört zur Gemeinde Lidköping der Provinz Västra Götalands län und liegt in der historischen Provinz (landskap) Västergötland.
Bei Resville bildet der Flian Stromschnellen, deren Kraft seit langer Zeit durch den Bau von Dämmen und die Errichtung von Mühlen genutzt wurde. Mitte der 1970er-Jahre wurden der Damm und die Gebäude sowie die alte Brücke über den Fluss renoviert. Auch eine Lachstreppe wurde in der Hoffnung gebaut, dass wieder Lachse des Flian hinaufziehen.

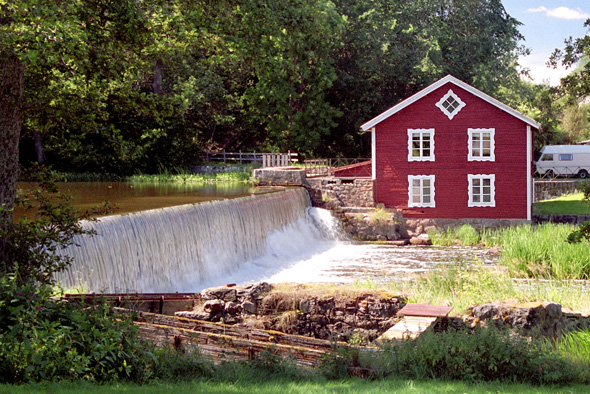
Mühlendamm mit Lachstreppe
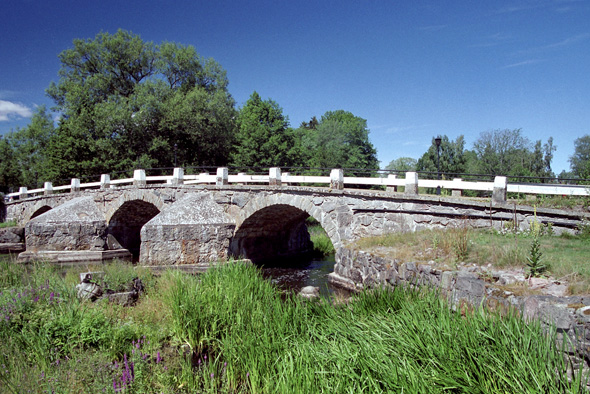
Die alte Brücke